# Eremophila
Eremophila är ett släkte av flenörtsväxter. Eremophila ingår i familjen flenörtsväxter.

## Dottertaxa tillEremophila, i alfabetisk ordning[1]
- Eremophila abietina
- Eremophila accrescens
- Eremophila acrida
- Eremophila adenotricha
- Eremophila alatisepala
- Eremophila alternifolia
- Eremophila annosocaulis
- Eremophila anomala
- Eremophila appressa
- Eremophila arachnoides
- Eremophila arbuscula
- Eremophila arenaria
- Eremophila arguta
- Eremophila attenuata
- Eremophila aureivisca
- Eremophila barbata
- Eremophila battii
- Eremophila behriana
- Eremophila bignoniiflora
- Eremophila biserrata
- Eremophila bowmanii
- Eremophila brevifolia
- Eremophila caerulea
- Eremophila caespitosa
- Eremophila calorhabdos
- Eremophila campanulata
- Eremophila canaliculata
- Eremophila caperata
- Eremophila chamaephila
- Eremophila christophori
- Eremophila ciliata
- Eremophila citrina
- Eremophila clarkei
- Eremophila clavata
- Eremophila coacta
- Eremophila compacta
- Eremophila complanata
- Eremophila compressa
- Eremophila conferta
- Eremophila congesta
- Eremophila conglomerata
- Eremophila cordatisepala
- Eremophila crassifolia
- Eremophila crenulata
- Eremophila cryptothrix
- Eremophila cuneata
- Eremophila cuneifolia
- Eremophila dalyana
- Eremophila debilis
- Eremophila decipiens
- Eremophila decussata
- Eremophila delisseri
- Eremophila demissa
- Eremophila dempsteri
- Eremophila dendritica
- Eremophila densifolia
- Eremophila denticulata
- Eremophila deserti
- Eremophila dichroantha
- Eremophila dielsiana
- Eremophila divaricata
- Eremophila drummondii
- Eremophila duttonii
- Eremophila elachantha
- Eremophila elderi
- Eremophila enata
- Eremophila eriocalyx
- Eremophila eversa
- Eremophila exilifolia
- Eremophila falcata
- Eremophila fallax
- Eremophila fasciata
- Eremophila flabellata
- Eremophila flaccida
- Eremophila foliosissima
- Eremophila forrestii
- Eremophila fraseri
- Eremophila freelingii
- Eremophila galeata
- Eremophila georgei
- Eremophila gibbifolia
- Eremophila gibbosa
- Eremophila gibsonii
- Eremophila gilesii
- Eremophila glabra
- Eremophila glandulifera
- Eremophila glutinosa
- Eremophila goodwinii
- Eremophila gracillima
- Eremophila grandiflora
- Eremophila granitica
- Eremophila hillii
- Eremophila hispida
- Eremophila homoplastica
- Eremophila hughesii
- Eremophila humilis
- Eremophila hygrophana
- Eremophila incisa
- Eremophila interstans
- Eremophila ionantha
- Eremophila jucunda
- Eremophila koobabbiensis
- Eremophila laanii
- Eremophila labrosa
- Eremophila lachnocalyx
- Eremophila lactea
- Eremophila lanata
- Eremophila lanceolata
- Eremophila latrobei
- Eremophila lehmanniana
- Eremophila linearis
- Eremophila linsmithii
- Eremophila longifolia
- Eremophila lucida
- Eremophila macdonellii
- Eremophila macgillivrayi
- Eremophila mackinlayi
- Eremophila macmillaniana
- Eremophila maculata
- Eremophila magnifica
- Eremophila maitlandii
- Eremophila malacoides
- Eremophila margarethae
- Eremophila metallicorum
- Eremophila micrantha
- Eremophila microtheca
- Eremophila miniata
- Eremophila mirabilis
- Eremophila mitchellii
- Eremophila muelleriana
- Eremophila neglecta
- Eremophila nivea
- Eremophila obliquisepala
- Eremophila oblonga
- Eremophila obovata
- Eremophila occidens
- Eremophila oldfieldii
- Eremophila oppositifolia
- Eremophila ovata
- Eremophila paisleyi
- Eremophila pallida
- Eremophila pantonii
- Eremophila papillata
- Eremophila parvifolia
- Eremophila pendulina
- Eremophila pentaptera
- Eremophila perglandulosa
- Eremophila petrophila
- Eremophila phillipsii
- Eremophila phyllopoda
- Eremophila physocalyx
- Eremophila pilosa
- Eremophila pinnatifida
- Eremophila platycalyx
- Eremophila platythamnos
- Eremophila polyclada
- Eremophila praecox
- Eremophila prolata
- Eremophila prostrata
- Eremophila psilocalyx
- Eremophila pterocarpa
- Eremophila punctata
- Eremophila pungens
- Eremophila punicea
- Eremophila purpurascens
- Eremophila pustulata
- Eremophila racemosa
- Eremophila ramiflora
- Eremophila recurva
- Eremophila resinosa
- Eremophila reticulata
- Eremophila retropila
- Eremophila rhegos
- Eremophila rigens
- Eremophila rigida
- Eremophila rostrata
- Eremophila rotundifolia
- Eremophila rugosa
- Eremophila saligna
- Eremophila santalina
- Eremophila sargentii
- Eremophila scaberula
- Eremophila scoparia
- Eremophila serpens
- Eremophila serrulata
- Eremophila setacea
- Eremophila shonae
- Eremophila simulans
- Eremophila spathulata
- Eremophila spectabilis
- Eremophila spinescens
- Eremophila splendens
- Eremophila spongiocarpa
- Eremophila spuria
- Eremophila stenophylla
- Eremophila sturtii
- Eremophila subfloccosa
- Eremophila subteretifolia
- Eremophila succinea
- Eremophila tenella
- Eremophila ternifolia
- Eremophila tetraptera
- Eremophila undulata
- Eremophila weldii
- Eremophila veneta
- Eremophila vernicosa
- Eremophila veronica
- Eremophila verrucosa
- Eremophila verticillata
- Eremophila willsii
- Eremophila virens
- Eremophila viscida
- Eremophila youngii